# Gonomyia falcifer
Gonomyia falcifer är en tvåvingeart som beskrevs av Alexander 1921. Gonomyia falcifer ingår i släktet Gonomyia och familjen småharkrankar.
Artens utbredningsområde är Peru. Inga underarter finns listade i Catalogue of Life.